# Massacre de Plaine Savo
Le massacre de Plaine Savo est survenu le 2 février 2022 dans le territoire de Djugu, dans la province d'Ituri, en République démocratique du Congo, lorsque plus de 60 civils ont été tués par des membres de la Coopérative pour le développement du Congo (CODECO).

## Massacre
Aux premières heures du 2 février 2022, des insurgés du CODECO armés de machettes et « d'armes blanches » ont perpétré un massacre de plus de 60 habitants de Plaine Savo, un camp pour personnes déplacées dans la province d'Ituri, dans le nord-est de la République démocratique du Congo, où vivent environ 4 000 personnes.
Un habitant local a déclaré : « J'ai entendu des cris pour la première fois quand j'étais encore au lit. Puis plusieurs minutes de coups de feu. J'ai fui et j'ai vu des torches et des gens crier au secours et j'ai compris que c'étaient les miliciens de la CODECO qui avaient envahi notre site. »
Quatre personnes, dont le chef de la communauté Bahema N'adhere, ont été conduites à l'hôpital pour leurs blessures.
Deux jours après le massacre, c'est-à-dire le 4 février 2022, plus de 50 cercueils ont été enterrés dans une fosse commune creusée sur le site même du massacre. Quelques corps ont été récupérés par leurs familles pour être mis en terre dans leurs villages d'origine.